# Ramón Delgado
Ramón Delgado (* 14. November 1976 in Asunción) ist ein ehemaliger paraguayischer Tennisspieler.

## Karriere
Ramón Delgado feierte auf der zweitklassigen ATP Challenger Tour insgesamt 15 Titelgewinne: Im Einzel gewann er in seiner Karriere neun Titel sowie sechs weitere im Doppel. Auf der ATP World Tour war der Finaleinzug 1998 in Bogotá sein größter Erfolg. Im Endspiel unterlag er dort dem Argentinier Mariano Zabaleta mit 4:6 und 4:6. Bei Grand-Slam-Turnieren erreichte er im Einzel mit dem Erreichen des Achtelfinals sein bestes Ergebnis im Jahr 1998 in Roland Garros. Dabei besiegte er in der zweiten Runde den topgesetzten Weltranglistenersten Pete Sampras in drei Sätzen. Seine höchste Platzierung in der Weltrangliste erreichte er am 26. April 1999 mit Platz 52, im Juni 2007 war er Nummer 91 der Doppel-Weltrangliste.
Ramón Delgado bestritt zwischen 1994 und 2010 insgesamt 28 Begegnungen für die paraguayische Davis-Cup-Mannschaft. Sowohl seine Einzelbilanz mit 39:9 Siegen sowie seine Doppelbilanz mit 14:12 Siegen sind positiv. Er hält zudem mehrere Rekordmarken der Mannschaft: Er ist der Spieler mit den meisten Siegen gesamt, den meisten Einzel- und Doppelsiegen, mit den meisten Begegnungen und mit 15 Jahren derjenige paraguayische Spieler mit den meisten Teilnahmen. 2014 nach seinem eigentlichen Rücktritt trat er noch einmal für das Davis-Cup-Team gegen Chile, das mit 0:5, verloren wurde.
Im Mai 2011 gab er seinen Rücktritt vom Tennis bekannt.

## Erfolge
| Legende (Anzahl der Siege)                       |
| Grand Slam                                       |
| Tennis Masters Cup ATP World Tour Finals         |
| ATP Masters Series ATP World Tour Masters 1000   |
| ATP International Series Gold ATP World Tour 500 |
| ATP International Series ATP World Tour 250      |
| ATP Challenger Tour (15)                         |

### Einzel

#### Turniersiege
| Nr. | Datum              | Turnier          | Belag     | Finalgegner          | Ergebnis       |
| --- | ------------------ | ---------------- | --------- | -------------------- | -------------- |
| 1.  | 13. Juli 1997      | Cali             | Sand      | Sebastián Prieto     | 6:3, 1:6, 7:6  |
| 2.  | 10. Juni 2001      | Tallahassee      | Hartplatz | Justin Gimelstob     | 7:5, 6:3       |
| 3.  | 29. Juli 2001      | Campos do Jordão | Hartplatz | Daniel Melo          | 7:63, 6:2      |
| 4.  | 28. November 2004  | Bogotá           | Sand      | Mariano Puerta       | 6:4, 7:5       |
| 5.  | 25. September 2005 | Lubbock          | Hartplatz | Bobby Reynolds       | 2:6, 7:65, 6:3 |
| 6.  | 2. April 2006      | Mexiko-Stadt (1) | Sand      | Alejandro Falla      | 6:3, 4:6, 6:4  |
| 7.  | 1. April 2007      | Mexiko-Stadt (2) | Sand      | Adrián García        | 6:3, 6:3       |
| 8.  | 18. Oktober 2009   | Asunción         | Sand      | Daniel Gimeno Traver | 7:62, 1:6, 6:3 |
| 9.  | 29. November 2009  | Puebla           | Hartplatz | Andre Begemann       | 6:3, 6:4       |

#### Finalteilnahmen
| Nr. | Datum            | Turnier | Belag | Finalgegner      | Ergebnis |
| --- | ---------------- | ------- | ----- | ---------------- | -------- |
| 1.  | 8. November 1998 | Bogotá  | Sand  | Mariano Zabaleta | 4:6, 4:6 |

### Doppel

#### Turniersiege
| Nr. | Datum            | Turnier   | Belag         | Partner           | Finalgegner                  | Ergebnis  |
| --- | ---------------- | --------- | ------------- | ----------------- | ---------------------------- | --------- |
| 1.  | 25. Oktober 2003 | Torrance  | Hartplatz     | André Sá          | Diego Ayala Robert Kendrick  | 6:3, 6:4  |
| 2.  | 10. Januar 2004  | São Paulo | Hartplatz     | André Sá          | Franco Ferreiro Marcelo Melo | 7:5, 7:65 |
| 3.  | 22. Januar 2005  | La Serena | Sand          | Enzo Artoni       | Tomas Behrend Marcos Daniel  | 7:62, 6:4 |
| 4.  | 5. November 2005 | Boston    | Hartplatz (i) | André Sá          | Harsh Mankad Jeremy Wurtzman | 6:3, 6:2  |
| 5.  | 8. Juni 2007     | Prostějov | Sand          | Juan Pablo Guzmán | Tomáš Cibulec Leoš Friedl    | 7:68, 6:1 |
| 6.  | 9. März 2008     | Bogotá    | Sand          | Brian Dabul       | Thomaz Bellucci Bruno Soares | 7:65, 6:4 |